# Louise Bresslau-Hoff
Caroline Dorothea Luise Bresslau-Hoff (* 29. Mai 1882 in Straßburg; † 1966 in São Paulo) war eine deutsche Schriftstellerin und Dichterin.

## Leben

### Bis zur Emigration (1882–1934)
Luise Hoff wurde als Tochter des Straßburger Kaufmanns Carl Ernst Friedrich Hoff und dessen Ehefrau Sophie Wilhelmine Hoff geborene Becker in Straßburg geboren. Sie heiratete 1908 den Privatdozenten für Zoologie an der Universität Straßburg und späteren Professor an der Universität zu Köln (1925), Ernst Bresslau. Zu dieser Zeit gehörte sie mit Elly Heuss-Knapp, der Ehefrau des Politikers und nachmaligen deutschen Bundespräsidenten Theodor Heuss und Albert Schweitzer, der die Schwester ihres Mannes geheiratet hatte, zu einem auch später noch durch Briefwechsel aufrechterhaltenen Freundeskreis. Der Ehe entstammten vier Kinder. Da ihr Mann, ein evangelisch getaufter Jude, 1933 aufgrund der Rassengesetzgebung aus dem Staatsdienst entlassen wurde, emigrierte die Familie 1934 nach Brasilien, wo Ernst Bresslau von der Gründungskommission der neu errichteten Universität von São Paulo in São Paulo berufen wurde. Bresslau kannte Brasilien von einer Forschungsreise vor dem Ersten Weltkrieg.

### Exil (1934–1966)
Nach dem plötzlichen Tod ihres Mannes im Mai 1935 musste sich Bresslau-Hoff ihren Unterhalt „durch den Verkauf der umfangreichen Fachbibliothek ihres Mannes, durch Zimmervermietung und Privatunterricht, nach dem Krieg mit dem Verkauf von erstmal wieder aus Deutschland bezogenen Büchern“ sichern, wie die Professorin für Lusitanische Literatur Ray-Güde Mertin berichtete. Louise Bresslau-Hoff hat nach Auskunft ihrer Tochter, Caroline Bresslau Aust, auch nach dem Verbot der deutschen Sprache in ihrem Haus einen Lesekreis unterhalten, in dem Gedichte und Erzählungen vorgelesen wurden, um sich auf diese Weise eine Art intellektuelles Überleben in einer fremden Umgebung zu ermöglichen. Die Familie Bresslau unterhielt auch Kontakte mit der einzigen erfolgreichen landwirtschaftlichen Siedlung des gesamten lateinamerikanischen Exils, Rolândia, im Norden Paranás, wo es etwa 80 emigrierte Familien (katholischen und jüdischen Glaubens) gab, und das auch als eine Art intellektuelles Zentrum im sonst ungastlichen brasilianischen Inneren fungierte.

## Werke
- Zusammen mit Carl Fried: Gedichte. Hrsg. von B. A. Aust, São Paulo 1961 (= Deutsche Dichtung in Brasilien, 1)
- Die Ziege des Francisco. Brasilianische Erzählung. Hrsg. von B. A. Aust, São Paulo 1961 (= Deutsche Dichtung in Brasilien, 5)